# Valdemar II
Pour les articles homonymes, voir Valdemar.
 (avril 2021).
Si vous disposez d'ouvrages ou d'articles de référence ou si vous connaissez des sites web de qualité traitant du thème abordé ici, merci de compléter l'article en donnant les références utiles à sa vérifiabilité et en les liant à la section « Notes et références ».
Valdemar II de Danemark surnommé le « Victorieux », ou Sejr en danois, est un prince royal danois né en 1170 qui est devenu par héritage roi du Danemark et des Slaves de 1202 à sa mort en 1241. Sa fin de règne calamiteuse met un terme à l'hégémonie danoise en Allemagne du Nord et sur la mer Baltique.

## Apprentissage d'un cadet
Valdemar II, second fils du roi Valdemar le Grand et de Sophie de Polock, est né le 28 juin 1170. Son frère Knut VI (Canut VI) lui accorde la charge de duc de Sleswig (autour de l'actuelle Schleswig au sud du Jutland) en 1191.

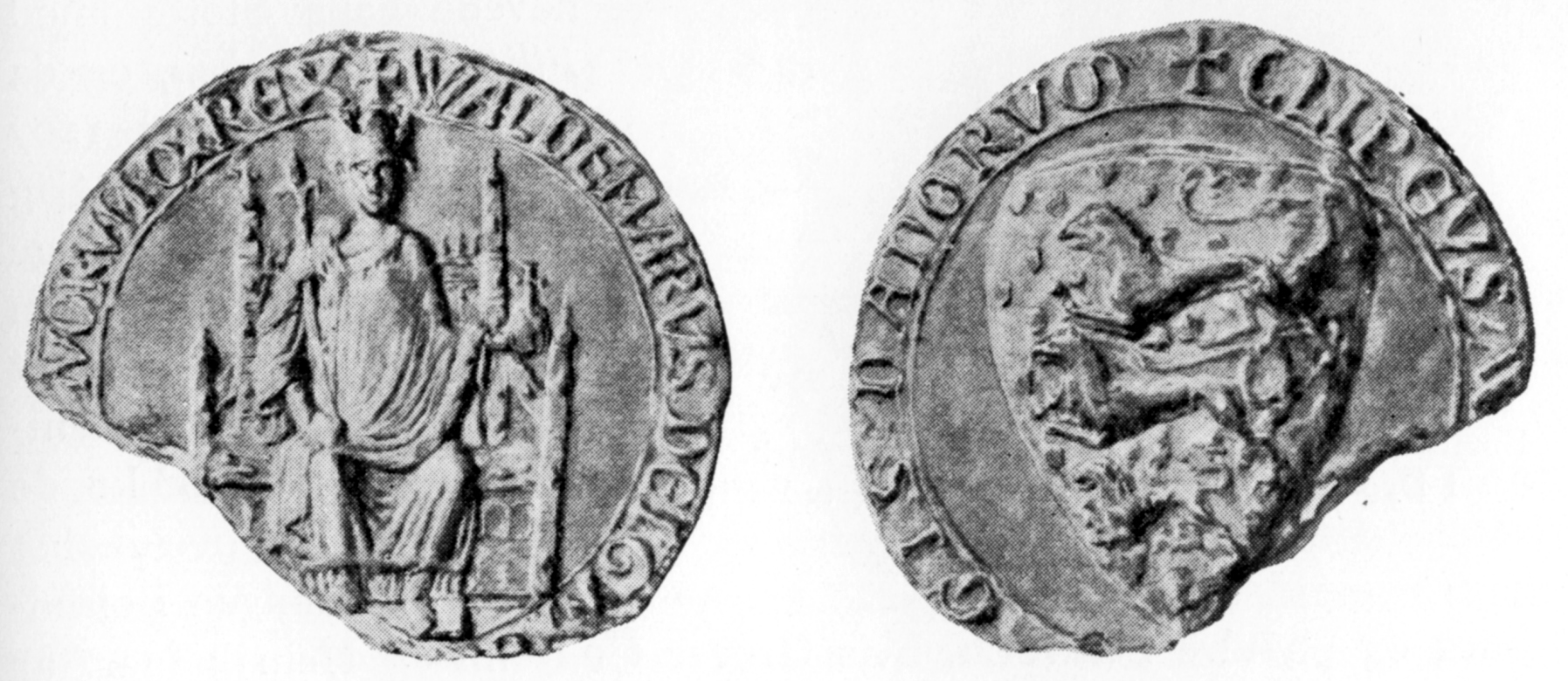
Sceau de Valdemar II.

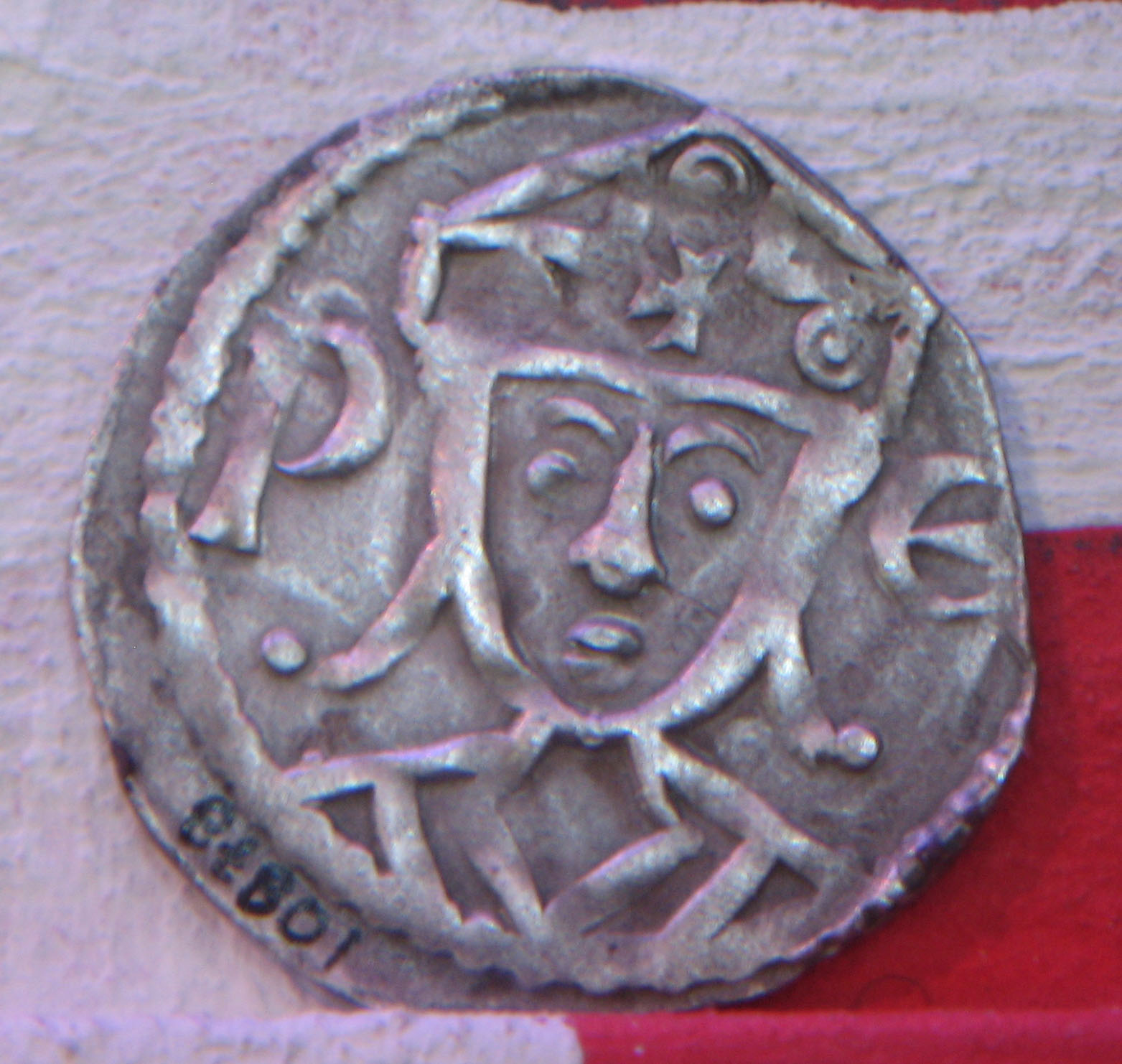
Monnaie à l'effigie du roi Valdemar II Sejr.

Le jeune duc de Sleswig, positionné au Jutland méridional, sert d'abord son frère aîné le roi de Danemark Knut VI. Il soumet Lübeck en 1201 avec son frère Knut, lutte contre le comte Adolphe III de Holstein entré en résistance, bien que leur père le roi Valdemar ait déjà fait la conquête du Holstein et de Lübeck.
Il succède à son frère Knut décédé en 1202.

## Le roi

### Politique et mutation sociale
L'évolution de la politique royale, y compris ses aléas calamiteux, est difficile à comprendre sans prendre en compte les mutations de la société danoise au XIIe siècle. Une mise en place de la seigneurie franco-flamande a modifié les structures économiques, trois strates simplifiées s'imposent [réf. nécessaire]:
- les seigneurs, maîtres de la terre et uniques acteurs financiers des échanges ;
- les tenanciers ou fermiers, chefs d'entreprises agricoles (on pourrait ajouter les artisans et marchands indépendants, autres entrepreneurs qui dépendent toutefois du pouvoir suzerain) ;
- la plèbe des manœuvres, ici réduite au servage, malgré l'adaptation des droits anciens reliant terre et hommes par les droits ou codes locaux écrits.

La royauté danoise, gardienne d'un héritage authentique, s'efforce de suivre le modèle royal chrétien porté par la royauté émergente en France en ses états. Mais ce pouvoir royal pour se maintenir a dû prendre l'ascendant sur les archevêques et évêques, forts d'un pouvoir temporel partagé avec une noblesse cliente. Le roi, en particulier le père de Valdemar, s'est efforcé de récolter une auréole de sacré en mâtant les dérives païennes renaissantes ou imaginaires, et, en se posant en chef de file et animateur suprême de multiples croisades. Mais cette violence n'a rien à voir avec l'ampleur précoce et tenace de la féodalité française avant le XIIe siècle. Aussi l'absence de division féodale incite à partir de 1220 les factions politiques à réinventer une féodalité fictive, à l'instar des guelfes (parti blanc du pape) et surtout des gibelins (parti impérial conservateur ou noir) en Allemagne et en Italie du Nord[réf. nécessaire].
Les Slaves de l'Ouest, christianisés, ou les Allemands du Nord s'émancipent de la tutelle danoise car ils s'adaptent, parfois aussi tardivement mais de manière plus souple, à ce modèle performant. Le Danemark, son roi en tête, épuise ses rares élites guerrières dans ses guerres et (re)conquêtes, et leurs coups d'arrêt suscitent le mécontentement des maîtres de la terre, qui ont investi dans un commerce danois moribond. La fragilité du royaume danois vers 1240 s'apparente à celle des royaumes slaves orientaux, s'effondrant en ce temps sous le déferlement turco-mongol. Moins d'une décennie après, la noblesse seigneuriale danoise commence à imposer ses conceptions conservatrices, figeant alors la société et limitant le pouvoir royal au contrôle militaire et commercial des détroits[réf. nécessaire].

### Politique intérieure
Sur le plan intérieur, il poursuit la politique menée par son père et son frère et gouverne en étroit accord avec l’Église. L’archevêque Absalon s’était déchargé de ses nombreux offices sur les fils de son cousin germain Sune Ebbesen Hvide mort en 1186 : Peder Sunesen gouverna l’évêché de Roskilde de 1191 à 1214 alors que son frère Anders Sunesen succède à Absalon comme archevêque de Lund de 1201 à 1228. Les deux frères furent en outre l’un après l’autre chancelier du royaume jusqu’à ce qu'Anders devenu lépreux abandonne cet office en 1223. Un dernier frère, Jacob Sunesen, reçut le titre de prince et l’île de Møn en fief[réf. nécessaire].
Valdemar publia le premier catalogue des cadastres connu au Danemark (Jordebog) en 1231, qui permet de se faire de nos jours une image très précise des structures sociales et des rapports de force du royaume à cette époque[réf. nécessaire].

### Politique extérieure

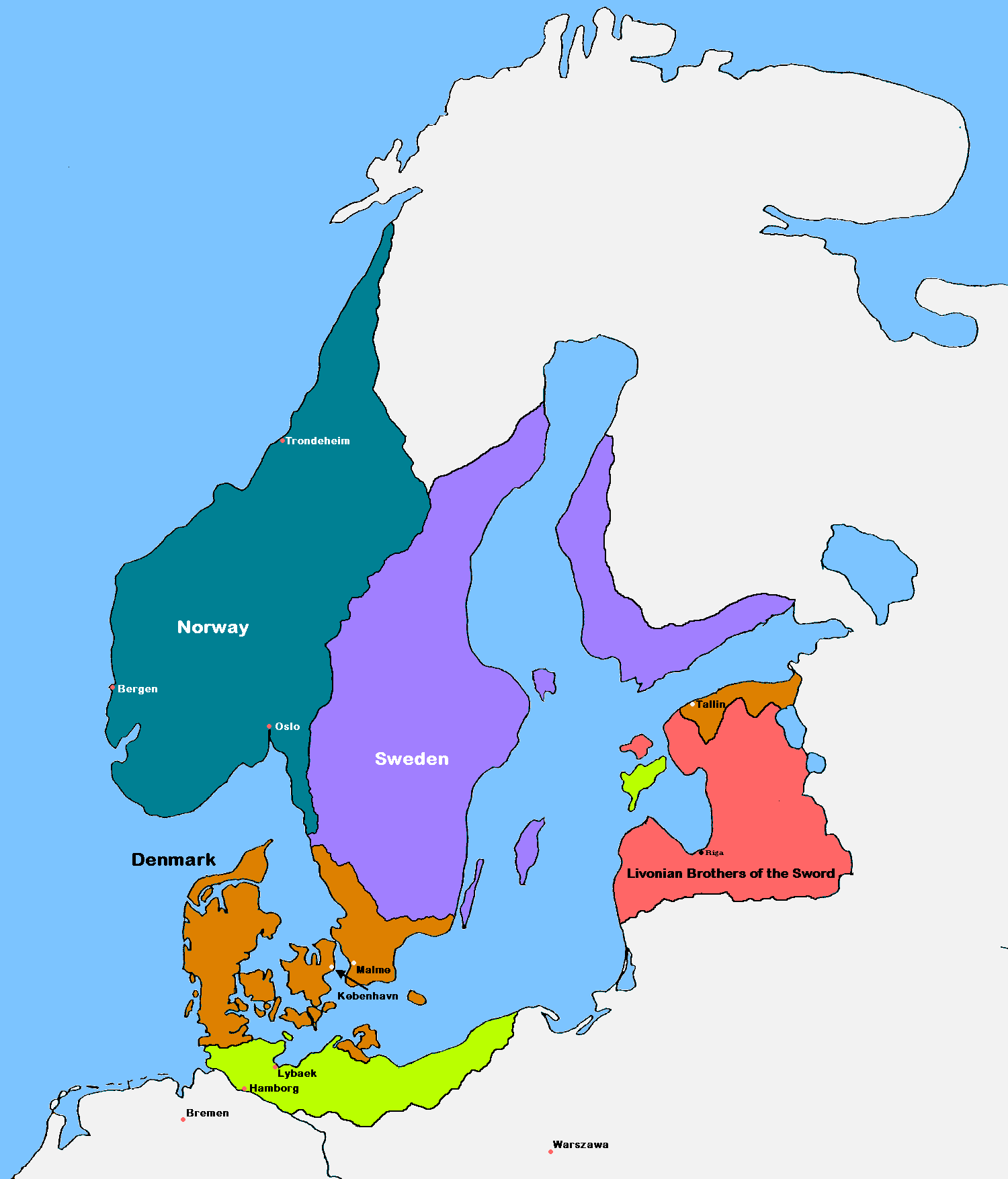
Royaumes de Scandinavie en 1219.
Les conquêtes danoises sont en vert.

Le comte Adolphe III de Holstein, vaincu et capturé lors de la bataille de Stellau en 1201, doit lui abandonner en 1203 comme rançon pour sa vie Lauenbourg, qui rejoint la couronne danoise de facto en 1214. Valdemar II intervient aussi en Norvège où Erling Steinvegg le roi des « Baglers » lui rend hommage en 1204. Un tribut annuel est versé à la couronne danoise. Il continue l'expansion vers la mer Baltique entreprise par Valdemar. Il reçoit l'hommage féodal  du duc de Poméranie orientale. Il reprend Dantzig construit par son père. L’intervention des fils de Sune Ebbesen, cousins de l’Archevêque Absalon, en Suède pour soutenir le roi Sverker II de Suède, gendre de Ebbe Sunesen, se solde par la défaite et la mort de trois d’entre eux le 31 janvier 1208 à la bataille de Lena en Västergötland[réf. nécessaire].
À partir de 1206, il poursuit la conquête de l’Estonie dénommée par les Danois « pays de l'Est » ou « Estland », il soumet Ösel où il établit un fortin de bois qui doit être abandonné. En 1210, il fonde Stralsund en Poméranie. Pendant sa grande croisade en Estonie de 1218, il triomphe définitivement de la résistance des païens lors de la bataille de Lyndanisse, près de la future Tallinn (en allemand : Reval) le 15 juin 1219. Selon la légende, la bannière de Valdemar aurait été perdue au début de la bataille, mais une flamme de tissu rouge avec une croix blanche serait tombée du ciel au plus fort des combats ; elle est relevée par Valdemar et c’est à partir de ce jour que cet étendard connu sous le nom de Danebrog est devenu le drapeau national du Danemark[réf. nécessaire].
Sur la côte allemande de la mer du Nord, les Dithmarses, république paysanne (en allemand : Bauernrepublik) sous la suzeraineté de l'évêque de Brême, se soumettent à l'influence danoise. En 1208, les Danois fondent Harbourg sur la rive gauche de l'Elbe. Valdemar obtient l'abandon des terres d'Empire entre Elde et Elbe. Valdemar, désormais suzerain dans ses possessions allemandes, poursuit sa politique d'expansion. En Allemagne, le roi de Germanie Frédéric II de Hohenstauffen lui confirme après 1212 les conquêtes faites par son frère entre l'Eider ou Elde et l'Elbe[réf. nécessaire].
En 1216, les troupes danoises occupent Hambourg. Cette expansion rapide s'explique en partie par le conflit entre Otton IV et son compétiteur Frédéric II qui déchire l’Allemagne[réf. nécessaire].
Le roi de Danemark est alors à l'apogée de sa puissance lorsque le 6 mai 1223 son fils aîné le co-roi Valdemar le Jeune et lui sont capturés pendant leur sommeil au cours d’un séjour de chasse dans l’île de Lyo par un de leurs vassaux allemands, le comte Henri de Schwerin. Les deux princes danois prisonniers sont détenus dans le fief du félon au Mecklembourg. La rançon demandée et les cessions de souveraineté sont énormes : Hambourg et Lubeck sont immédiatement perdus par la couronne danoise[réf. nécessaire].
Les conditions d'un premier traité signé le 4 juillet 1224 par le roi captif au château de Danneberg au Mecklembourg pour recouvrer sa liberté sont rejetées par son neveu, Albert II de Weimar-Orlamünde qui assumait la régence au Danemark. Mais l'année suivante, Albert II d'Orlamünde est lui-même vaincu et capturé par Adolphe IV de Holstein lors de la bataille de Mölln en janvier 1225.
Bien que l'Empereur Frédéric II du Saint-Empire réprouve publiquement la félonie dont a été victime Valdemar II, il ne fait rien pour libérer le roi danois. Il faut attendre que Jacob de Møn puisse réunir l'énorme rançon de 45 000 marks d'argent nécessaire à la délivrance du souverain et de son fils. L'accord est matérialisé par un second traité signé le 17 novembre 1225 entre Valdemar II et le comte de Schwerin qui confirme la perte de la Nordalbingie. Libéré, Valdemar proteste de la félonie de son vassal et des mauvais traitements.
Valdemar II songe à se venger, reprend la lutte et envahit l'Allemagne du Nord mais son armée est écrasée le 22 juillet 1227 à la bataille de Bornhöved par les forces coalisées de Lubeck et des féodaux de la région sous le commandement du comte Adolphe IV de Holstein. En 1229, Valdemar est trahi par les paysans libres du Dithmarse et perd alors définitivement le Holstein, le Mecklembourg et la Poméranie. Il doit en juin 1229 se désister des prétentions qu'il avait sur la patrimoine du comte et lui céder perpétuellement les comtés de Holstein et de Stormarn. Si l'une des deux parties est attaquée, l'autre doit l'assister, le roi avec 300 hommes et le comte avec 200.
Ces défaites calamiteuses ruinent à jamais l'expansion danoise en Allemagne du Nord. Par contre-coup, la domination de la Baltique est compromise. Les Danois menés par Valdemar autrefois victorieux s'évertuent à ressaisir une situation plus chanceuse, mais las, le revers cuisant subi par la flotte danoise en 1234 à Lubeck confirme les désastres terrestres. La flotte danoise est partiellement détruite. Le royaume danois, désormais en proie à de sourdes dissensions internes, joue un rôle modeste et prudent en mer Baltique. Il ne conserve de ses conquêtes que l'île de Rügen, perdue en 1325, une partie du Mecklembourg et « l'Estland » (Estonie), vendue en 1346 à l'Ordre Teutonique[réf. nécessaire].

## Dernières années
Le roi Valdemar Sejr, est à l'origine d'une révision générales des lois danoises. Il fait reprendre par écrit le Droit jutlandais en 1240, il fait publier un Codex du Jutland en 1241. Il fait aussi codifier les lois danoises, et accomplit un recensement de ses états, véritable inventaire fiscal de son royaume chrétien, intitulé le Liber Census Daniæ. Il meurt le 28 mars 1241 à Vordingborg[réf. nécessaire].

## Famille et descendance
Après la mort de son fils Valdemar le Jeune, associé à la couronne en tant que co-roi de Danemark de 1215 à 1231, le roi proclame comme héritier Erik, l’aîné des fils de son second mariage en le faisant nommer par les états et dote les cadets de fiefs personnels. Valdemar II avait épousé :
1) en 1205, Marguerite dite Dagmar de Bohême, fille de Ottokar Ier de Bohême, morte le 24 mai 1212, dont [réf. nécessaire]:
- Valdemar le Jeune, né en 1209, co-roi de Danemark, mort en 1231 ;

2) en 1214, Bérengère de Portugal, fille du roi Sanche Ier de Portugal, morte le 27 mars 1221, dont [réf. nécessaire]:
- Éric IV de Danemark, né en 1216, duc de Schleswig puis prince héritier en 1231,
- Sophie de Danemark, née en 1217 et morte le 2 novembre 1247, épouse en 1225 du margrave Jean Ier de Brandebourg,
- Abel de Danemark, né en 1218, duc de Schleswig en 1231,
- Christophe Ier de Danemark, duc des îles de Lolland et Falster en 1231.

De sa concubine Hélène Guttormsdotter il eut par ailleurs [réf. nécessaire]:
- Knut, duc d'Estland (c'est-à-dire d'Estonie) en 1219, de Blekingie en 1232, puis de Lolland, mort le 15 novembre 1260.

Il eut enfin d'une femme non connue : 
- Niels Ier, duc du Halland septentrional en 1216, mort en 1218.

## Dans les arts
- Valdemar Sejr, roman historique de Bernhard Severin Ingemann, paru en 1826 ;
- Valdemar Sejr, film muet danois réalisé par Gunnar Helsengreen (da), sorti en 1910.